# 平田雅峰
平田 雅峰（ひらた がほう）は、日本の将棋駒師。元将棋駒研究会会友。

## 駒について
彫の腕は最高級の評価を得ており、感性に合わない駒は作らず、根杢などのごつい木地は彫らないというこだわりを持つ。このこだわりを良しとする棋士からは絶賛されている。

## その他
平田が彫った盛上駒は最上級の駒として、名人戦や竜王戦などのタイトル戦で多数使用されている。例えば、第76期将棋名人戦七番勝負第2局では、「水無瀬形」（木地は最高級とされる伊豆諸島・御蔵島産の黄楊。模様は、長時間の対局でも目が疲れない、癖のない赤柾）が使用されたほか、第27期竜王戦七番勝負第5局では「菱湖書」が使用された。

## 関連する人物
- 蜂須賀芳雪